# Marcha de San Lorenzo
La Marcha San Lorenzo es una marcha militar argentina. Fue compuesta por el capitán de banda Cayetano Alberto Silva y su letra escrita por el profesor Carlos Javier Benielli. Esta marcha honra el combate de San Lorenzo, en el que se enfrentaron las tropas del entonces coronel de granaderos José de San Martín y tropas realistas.
La marcha San Lorenzo relata lo que sucedió el 3 de febrero de 1813 en cercanías Convento de San Carlos, a unos treinta kilómetros de la ciudad santafesina de Rosario. Comienza con la salida del sol y culmina con la muerte del granadero Juan Bautista Cabral, al que llama soldado heroico. Cabral, muerto en la acción a los 22 años, había nacido en Saladas, Corrientes. Se conoce a la ciudad de Venado Tuerto, situada en el sur de Santa Fe, como la cuna de la Marcha San Lorenzo. Allí se encuentra la casa donde fue compuesta, hoy transformada en museo histórico.

## Reseña histórica
La partitura compuesta por el músico uruguayo, nacido en la ciudad de San Carlos, en el Departamento de Maldonado, Cayetano Alberto Silva, fue dedicada al entonces Coronel Pablo Riccheri, Ministro de Guerra y modernizador del Ejército Argentino durante la Presidencia del General Julio Argentino Roca. Riccheri agradeció el homenaje pero solicitó que le cambiara el título por General San Martín, en homenaje al Padre de la Patria. Silva volvió a ofrecer otro nombre para la composición: San Lorenzo, sabedor que Riccheri había nacido en esta ciudad, que fue escenario de la única contienda que el Libertador llevó a cabo en territorio argentino, y significó además el bautismo de fuego de los Granaderos a Caballo. Y así se aceptó.
Hasta ese entonces Silva no había publicado ninguna de sus obras. Tenía por costumbre enviar el original manuscrito a la persona a la que se la dedicaba para que esta le diera el uso que creyera conveniente. Por este motivo es que se perdieron algunas de sus composiciones.
El autor la compuso en violín. Se hicieron los arreglos correspondientes para Banda Militar y fue estrenada el 28 de octubre de 1902 (sin letra) en las cercanías del Convento de San Carlos, donde se libró el Combate de San Lorenzo. Dos días después durante el Desfile Militar que siguió a la inauguración del Monumento Ecuestre de San Martín en Santa Fe la marcha fue ejecutada por la Agrupación Bandas Militares como Marcha Oficial del Ejército Argentino. Asistieron el presidente de la Nación, General Julio Roca, y el entonces ministro de Guerra Pablo Riccheri.
En 1907 el docente, poeta y filántropo mendocino profesor Carlos Benielli escribe la letra, según relataran sus hijos algunos años después, sobre los pizarrones de la Escuela Normal de Profesores Mariano Acosta del barrio de Once. También escribió las letras de "Curupayty" y "Tuyuty", ambas sobre una misma partitura de Silva. 
Con el nombre Marcha de la Victoria, Silva vende la música en 1905 a la Casa Breyer de Alemania. Estos se presentan al concurso para seleccionar una marcha acorde a la ceremonia de acceso al trono de Jorge V del Reino Unido. Gana la marcha que es inmediatamente estrenada y se constituye desde entonces en la música oficial del pasaje del Rey del Reino Unido.[cita requerida]
Para el Centenario de la Independencia Argentina en 1910, el Ejército Alemán obsequió a sus pares argentinos la marcha Alte Kameraden (Viejos Camaradas), en reciprocidad el Ejército Argentino autorizó el uso de la marcha San Lorenzo a los alemanes. Varios años después y siendo ya una de las más famosas obras de música militar, ha sido interpretada por las tropas del ejército de la Alemania nazi en su entrada a París. Luego el general Dwight Eisenhower también la haría ejecutar a modo de desagravio cuando el ejército aliado liberara París.
La familia Benielli cobró derechos de SADAIC por la Marcha San Lorenzo escrita por su padre hasta 2005, año en el que al cumplirse 70 años de la muerte del autor la obra pasó al dominio público de acuerdo a la ley argentina. Dado que Silva había vendido los derechos de la música, sus herederos nunca cobraron un solo peso en carácter de regalías. Los restos del compositor uruguayo se hallan en una bóveda donada por el Municipio en la localidad santafesina de Venado Tuerto. Los restos de Benielli descansan a unos pocos metros de los del Granadero Juan Bautista Cabral en el Cementerio Conventual de San Lorenzo.
Las bandas militares de Uruguay, Brasil, Irlanda y Polonia, entre otras, -como se puede comprobar en Youtube- la incorporaron a su repertorio. Como hecho curioso fue usada en el film Hidden Agenda de Ken Loach.[cita requerida]

## Letra
Febo asoma; ya sus rayos
iluminan el histórico convento;
tras los muros sordos,
ruidos oír se dejan,
de corceles y de acero.
Son las huestes que prepara
San Martín para luchar en San Lorenzo;
el clarín estridente sonó
y la voz del gran jefe
a la carga ordenó.
Avanza el enemigo
a paso redoblado,
y al viento desplegado
su rojo pabellón.
Y nuestros granaderos,
aliados de la gloria,
inscriben en la historia
su página mejor.
Cabral, soldado heroico,
cubriéndose de gloria,
cual precio a la victoria,
su vida rinde, haciéndose inmortal.
Y allí salvó su arrojo,
la libertad naciente
de medio continente.
¡Honor, honor al gran Cabral!